# Adolf de Wittelsbach
Adolf de Wittelsbach (Múnic, 7 de gener de 1434 - 24 d'octubre de 1441) va ser un noble alemany, duc de Baviera-Múnic, de la casa de Wittelsbach.
Era el fill gran de Guillem III de Wittelsbach, duc de Baviera-Munic i de Margarida de Clèveris. El seu germà petit, Guillem de Baviera-Múnic, va morir en la infància. El seu pare Guillem III governava junt amb el seu germà Ernest de Wittelsbach fins que va morir el 1435; llavors el va substituir el nen Adolf, que va seguir junt amb el seu oncle Ernest fins a la mort d'aquest el 1438. A la mort d'Ernest el va substituir el seu fill Albert III. Adolf, un infant, va tenir sempre un paper molt limitat. Va morir amb només set anys el 1441.